# Herbert Hill
Herbert Millwood Hill (Ulma, 1º ottobre 1984) è un ex cestista statunitense.

## Caratteristiche tecniche
Repertorio in post-basso e movimento di piedi spalle a canestro. Correva bene per essere un lungo. Una buona mobilità laterale ed il salto lo rendevano un solido difensore.

## Carriera
È stato selezionato dagli Utah Jazz al secondo giro del Draft NBA 2007 (55ª scelta assoluta).